# Pablo Teodoro Fels
Pablo Teodoro Fels (Conchillas, Colonia, Uruguay, 8 de mayo de 1891 - Ciudad de Buenos Aires, Argentina, 22 de julio de 1969) fue un piloto argentino de nacionalidad uruguaya. Sin embargo fue inscripto el 11 de mayo de 1891 en Villa Mercedes, lugar de residencia de la familia.

## Biografía
La vida de este pionero tiene sus raíces en Villa Mercedes. Fue nieto de Pablo Menvielle, uno de los hermanos que donó las tierras que hoy ocupa la Unidad (actualmente la V Brigada Aérea), siendo su padre Máximo Fels y su madre Marta Menvielle. Nació en Colonia, Uruguay, donde sus padres se encontraban temporariamente. Sin embargo fue inscripto el 11 de mayo de 1891 en Villa Mercedes, lugar de residencia de la familia.
Fue en estas tierras donde se crio y desde temprana edad evidenció interés por la mecánica. En 1910, Fels vio volar al francés Marcel Paillete en el aeródromo de Villa Lugano y eso definió su vocación. Comenzó el curso de piloto y al poco tiempo realizó su vuelo sólo. La buena situación económica familiar le permitió adquirir un aeroplano Bleriot XI para continuar sus prác- ticas de vuelo.
En 1912 realizó el servicio militar en el Regimiento 1.º de Ingenieros, en Campo de Mayo. Solicitó entonces autorización para trasladar su avión a El Palomar y continuar los vuelos, la cual fue concedida. Quedó así allanado el camino para cumplir su más anhelado sueño: unir Buenos Aires con Montevideo.
Sin autorización previa, Fels se dirigió a El Palomar con un grupo de amigos y sacó su avión con el mayor sigilo. El 1° de diciembre, a las 5 de la mañana, llegó a El Palomar con dos amigos, Carlos Borcosque y Juan F. Zuanich. El día previo había comprado aceite de castor en una farmacia y unas latas de nafta (se las vendieron en un estacionamiento que había en Cangallo Perón, ahora y Callao). Entre los tres se ingeniaron para llevar el avión del hangar a la pista. Fels tomó vuelo, avanzó hacia Dock Sud, cruzó el Río de la Plata y arribó a Montevideo luego de dos horas con 20 minutos. Aterrizó en Carrasco, donde hoy se encuentra el aeropuerto internacional.
Batió así el récord mundial de vuelo sobre agua. Regresó volando el 3 de diciembre y luego de cumplir una leve sanción, fue ascendido a Cabo. Por su hazaña, el 23 de mayo de 1913 obtuvo el brevet de Piloto Aviador, estableciéndose éste día como el "Día del Soldado Aeronáutico".
Con esta hazaña se hacía acreedor del récord mundial de permanencia en vuelo sobre el agua, superando ampliamente al piloto francés Luis Blériot, que en 1909 cruzó el Canal de la Mancha.
Los diarios del mundo publicaban la noticia: “Soldado Argentino cruzó el Río de la Plata en un aeroplano”. El ingeniero Jorge Newbery relató en su momento: “La hazaña del soldado Fels fue increíble, realmente de mucho valor, eran pocas las posibilidades de salir con vida de esta proeza ya que es el río más ancho del mundo y de poca navegación”.
La cobertura mediática del evento hizo que el presidente Roque Sáenz Peña citara al soldado en su despacho de Casa Rosada, donde lo condecoró, le dio su libertad y lo ascendió a cabo del Ejército
Ha pasado a la historia de la aviación por dos hechos destacables. El primero fue el convertirse en el piloto más joven del mundo al obtener su licencia de aviador civil mientras era soldado el 23 de mayo de 1912.
El segundo fue batir el récord mundial de vuelo sobre agua, al cruzar el Río de La Plata, en un vuelo desde Buenos Aires a Montevideo en 2h 20min, en la madrugada del 1 de diciembre de 1912 a bordo de un Bleriot. Esta proeza la llevó a cabo a espaldas de sus superiores, sin autorización,  lo que le supuso una sanción, aunque inmediatamente felicitado por dicha hazaña por el presidente Sáenz Peña y ascendido a cabo.
El 2 de septiembre de 1917, el piloto Pablo Teodoro Fels realizó el primer correo internacional oficial. Esta hazaña, la cual unió Buenos Aires y Montevideo, se llevó a cabo a bordo de un aeroplano Bleriot IX de la Escuela de Aviación Militar.
En enero de 1914, llevó a cabo el raid aeronáutico Córdoba – San Luis, saliendo desde Córdoba hacia Villa María, y desde allí a su Villa Mercedes. Tras unos días en su ciudad natal continuó el viaje hacia San Luis, donde finalizó el raid aeronáutico.
Días después de cruzar desde Córdoba hasta San Luis, participó de la inauguración del Monumento al Ejército de Los Andes en Mendoza, lanzando volantes impresos en el Diario La Opinión con una salutación al pueblo mendocino de parte de San Luis.
Allí se reúne con Jorge Newbery para realizar los estudios del proyecto del Cruce de los Andes en aeroplano. Dicho vuelo no llegó a concretarse, pues Newbery pierde la vida en un vuelo de demostración a bordo del avión de Fels.
El 2 de septiembre de 1917, con 26 años, el joven piloto puntano repite su hazaña de unir la ciudad de Buenos Aires con la de Montevideo, del vecino país uruguayo, cruzando el Río de la Plata en su aeroplano, y esta vez lleva consigo una saca que contenía 90 correspondencias que recibió de las oficinas de correos y telégrafos de Buenos Aires. De esta forma quedaba fundado el primer correo aéreo internacional de la República Argentina.
Tiempo después el joven mercedino se casó y tuvo dos hijos. En la década del ’20 creó una empresa de correos con cinco aviones, aunque la crisis del ’29 hizo que perdiera toda su fortuna. En la década del ’50 ocupó cargos públicos en la Dirección de Aviación Civil (hoy ANAC).
Fels falleció un 22 de julio de 1969. En su memoria y de sus hazañas se conmemora el Día del Soldado Aeronáutico”. Inspiró dos composiciones en su época: los tangos El Cabo Fels, de Pedro Sofía, y Don Teodoro, de Vicente Mazzolo; y una importante cantidad de calles, barrios, escuelas e institutos que llevan su nombre, entre ellos la calle Teodoro Fels en la ciudad de Villa Mercedes.

## En la cultura popular
Su gesta inspiró dos tangos, "El Cabo Fels", de Pedro Sofía, y "Don Teodoro", de Vicente Mazzolo.